# Švihov (Miřetice)
Švihov je vesnice, část obce Miřetice v okrese Chrudim. Nachází se asi 1,5 km na západ od Miřetic. Prochází zde silnice II/337. V roce 2009 zde bylo evidováno 56 adres. V roce 2022 zde trvale žilo 90 obyvatel.
Švihov je také název katastrálního území o rozloze 5,37 km2. V katastrálním území Švihov leží i Bošov a Krupín.
Vesnice je známa především těžbou žuly. Klasická žula se zde těžila ve čtyřech lomech. Přičemž lomy 2 a 3 byly spojeny v jeden, jsou také nejhlubší (cca 35 m). Nyní jsou všechny lomy zatopeny a jsou využívány především k rekreačním činnostem.
Při hlavní silnici (mezi Nasavrky a Miřeticemi) stojí po pravé straně stará škola, na které probíhala výuka I. stupně pro děti ze Švihova a blízkých vesnic - Krupín-Paseky, Bošov. Škola je již zrušena. Po levé straně silnice stojí kaple a dvě mnohaleté památné lípy. V koruně lípy lze objevit starší zvonici.
Nelze opomenout ani hospůdku „U Kapličky“, kde v červnu roku 2012 poobědval prezident Václav Klaus při cestě ze 70. výročí vypálení Ležáků.

## Historie obce Švihov
Osada Švihov dle kroniky z roku 1927 leží v nadmořské výšce 413 m. Osada je rozdělena ve dvě části, „Starou a novou“. „Stará“ část leží po obou stranách silnice na Nasavrky od Miřetic a z části i strkovské. Silnice od Miřetic k Nasavrkům byla vystavěna asi v roce 1877, v těchto místech tudy vedla kdysi cesta.

### Nová část
„Nová“ část tak zvaná „Na obci“ (název dle obecních pozemků, na kterých byla vystavěna), leží při silnici od Švihova do Strkova.

### Stará část
U vsi po levé straně silnice směrem na Nasavrky je rybník „Panský“ – majitelem F. J. Auersperg, v současné době rybník spravuje Rybářství Litomyšl. Rozloha rybníka je přes 2 ha, protéká ním potok Švihovský, který teče dále údolíčkem do obecního rybníka a odtud se vine k Bošovu. Nad údolím mezi Švihovema a Bošovem je vršek zvaný „Na chobotě“.

#### Lípy
Při levé straně cesty odbočující ze silnice nasavrcké do vsi a dále do Prostějova, stojí dvě obrovské staré lípy. Lípy byly vysazeny pravděpodobně v roce 1821. Původně prý byly vysazeny čtyři, z toho dvě uhynuly.
Na jedné rozvětvené lípě je zavěšen starý železný zvon. Kdy a kým byl tento zvon pořízen není známo. Podle vyprávění předků byl dán vrchností panským dvorům, které byly v popisných číslech 1 a 2. Zvonem se sezvánělo do roboty, jakmile po třetím zazvonění se robotník nedostavil do roboty, byl od drába s bitím do roboty dohnán. Zvonem se zvonilo také poledne a klekání.

#### Kaplička
V roce 1843 byla vystavěna kaplička, do které byl umístěn druhý zvonek, který pořídila osada v roce 1870. Nový zvonek byl přivezen ze zvonárny z Prahy pány radními Josefem Duškem a Josefem Bakšem, kteří jej přivezli s sebou jako zavazadlo vlakem. Zvonek byl vysvěcen a zvoněno jím bylo do roku 1917. Mezi oběma lípami byl postaven dubový kříž, který byl v roce 1900 nahrazen kamenným křížem.

#### Památník padlým z první světové války
Přes křižovatku byl 2. července 1922 odkryt památník padlým v první světové válce, který byl postaven z prostředků dobrovolné sbírky a výtěžku ze zábav. Na podstavci ze žulové divočiny jsou fotografie padlých a na desce jsou vyryta jména – Antonín Bakeš, Rudolf Bakeš, Vilém Bakeš, Bohumil Dalecký, Josef Kliment, Antonín Kysela, Josef Licek ml., Josef Licek st., Josef Staněk, Josef Zita, Alois Dušek a Alois Šic.Před touto deskou stojí na podstavci socha ženy držící v ruce věnec. Pomník byl zhotoven sochařem Františkem Znojemským z Vysokého Mýta.

#### Kultura: knihovna a divadelní kroužek
V prosinci roku 1922 byla založena pro občany knihovna, kde byly půjčovány jedenkrát týdně knihy. V únoru roku 1923 byl zřízen divadelní kroužek ochotníků a už 18. března vystupují s první divadelní hrou Štolbova „Vodní družstva“ na jevišti, které zapůjčil divadelní spolek z Miřetic. S myšlenkou pořízení vlastního jeviště přišel předseda divadelního spolku Josef Hospodka. Během tří měsíců bylo postaveno jeviště, práce malířské provedl pan Sommer z Chrudimě, kostru zbudoval kolářský mistr Josef Kudyn a 6. května sehrají první hru na vlastní scéně Stroupežnického „Naši furianti“ a 6. července sehrána Jiráskova „Vojnarka“. Spolek sehrál průměrně čtyři divadelní představení.

## Galerie

Švihov
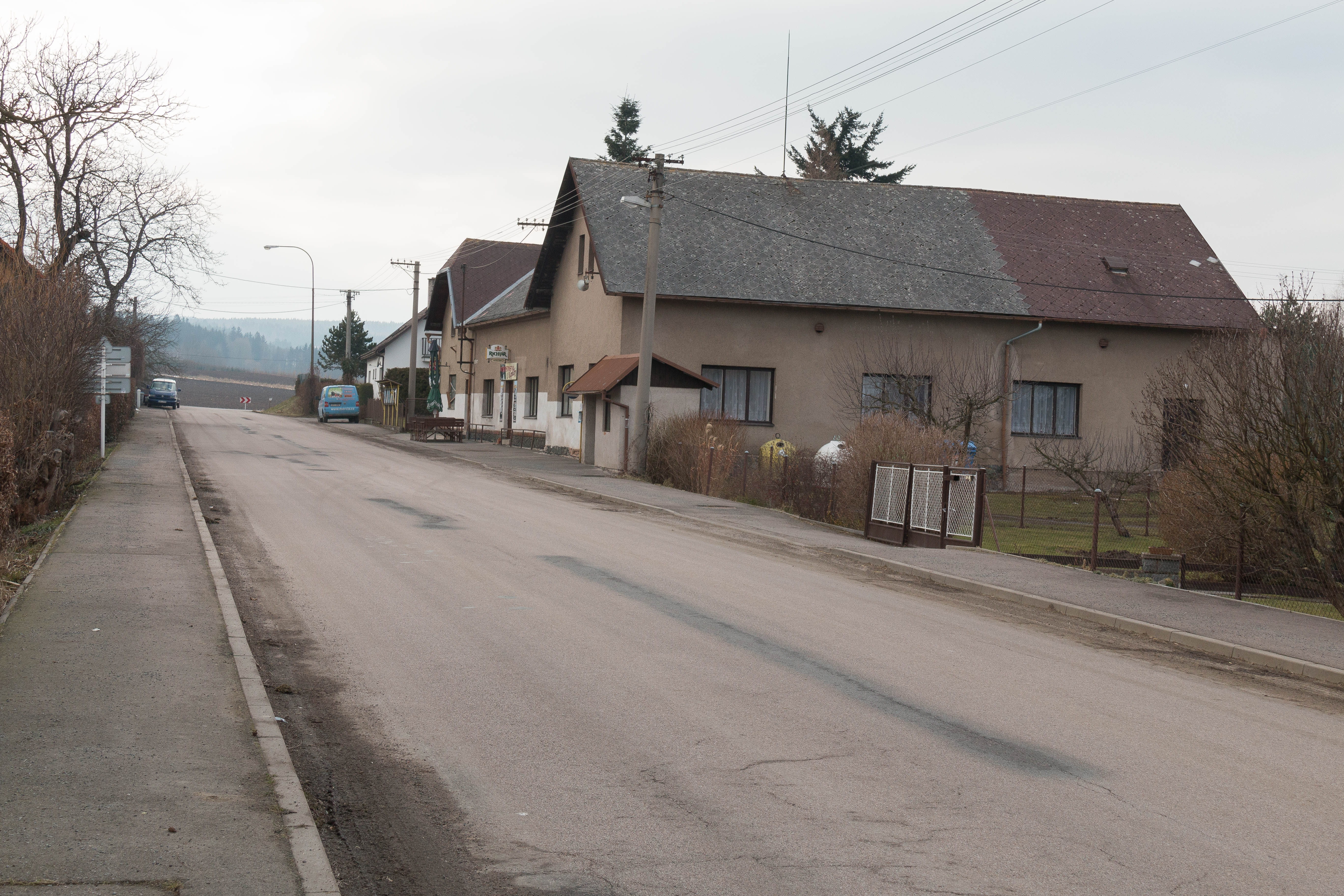
Hospoda
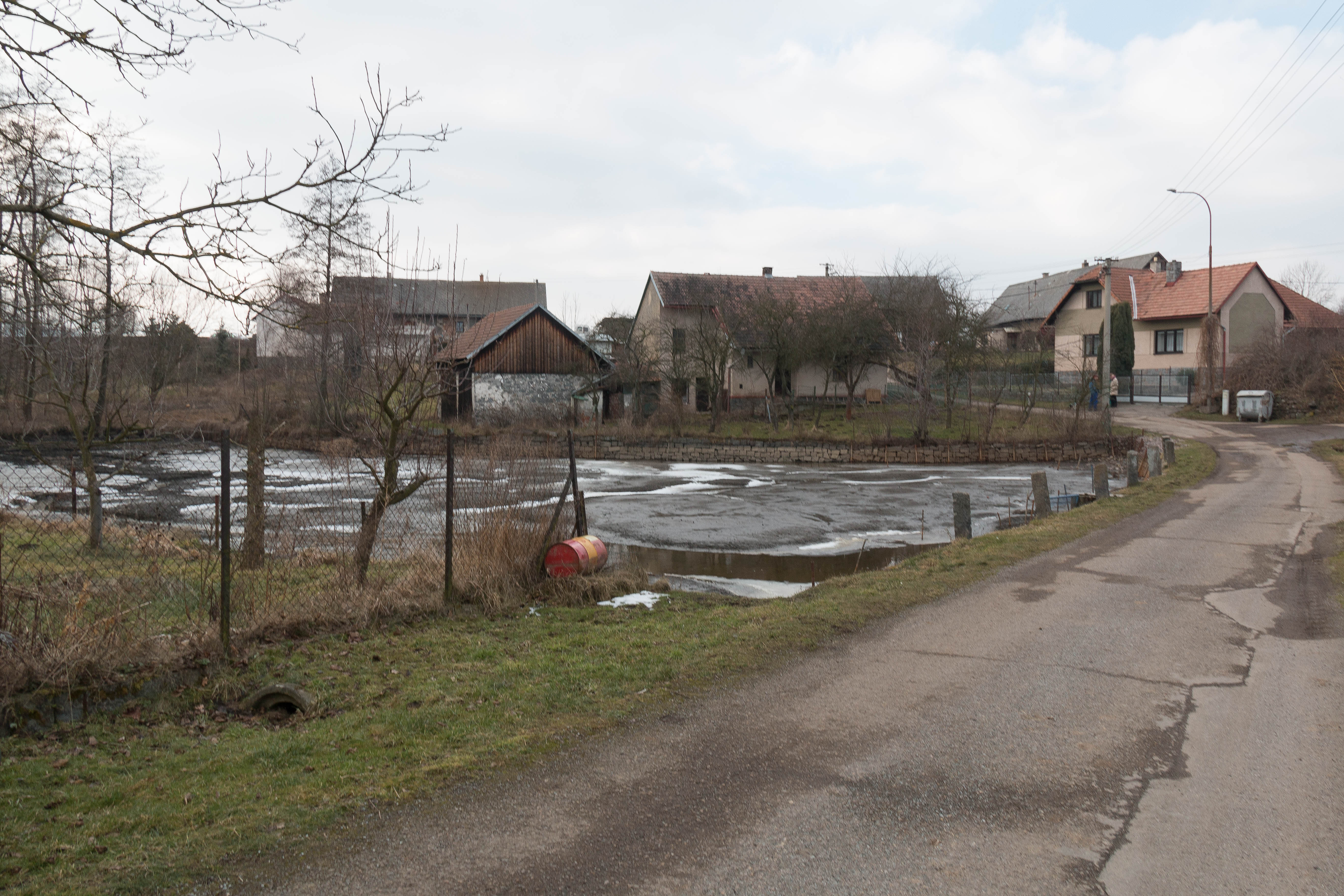
Dolní rybník
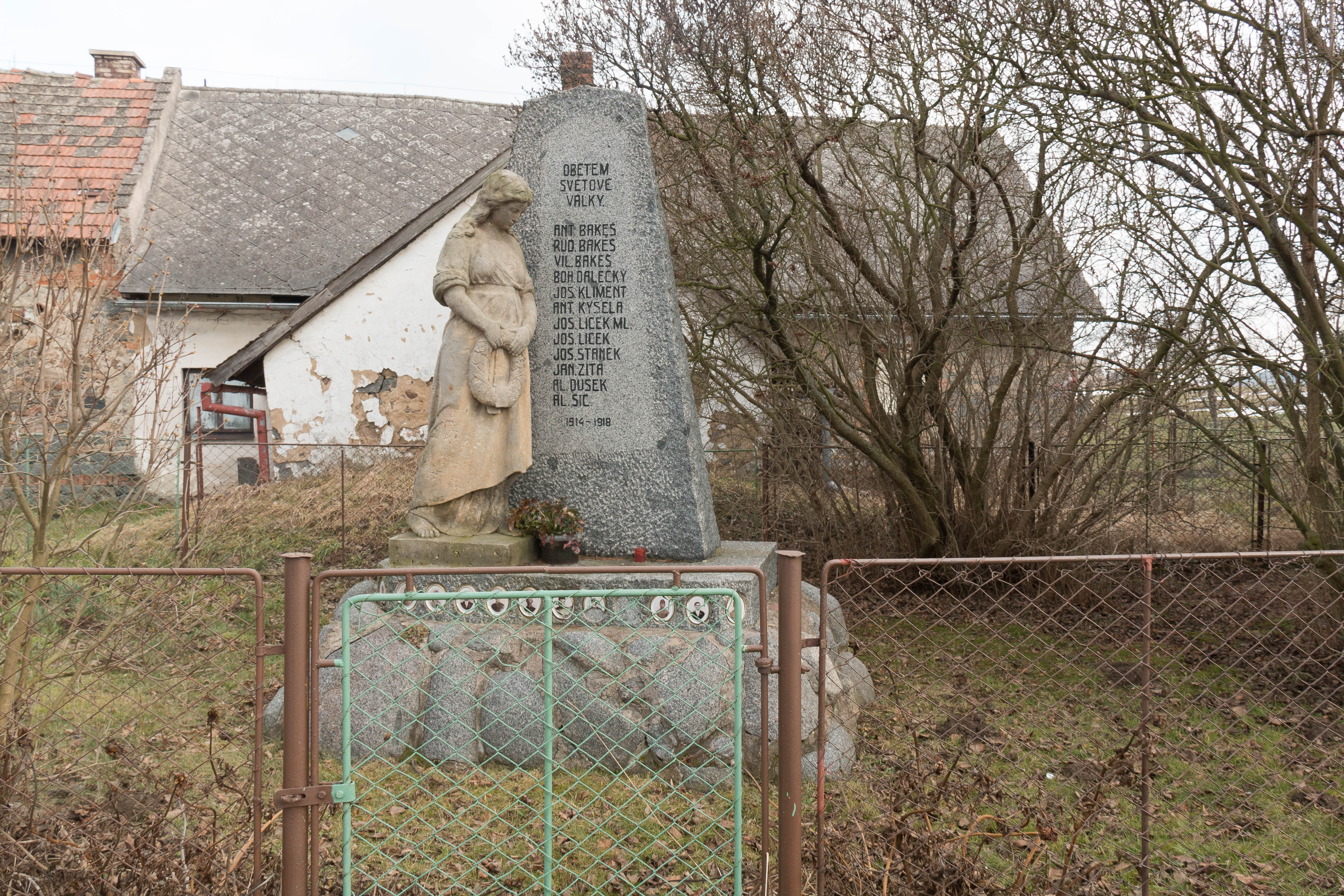
Pomník padlých
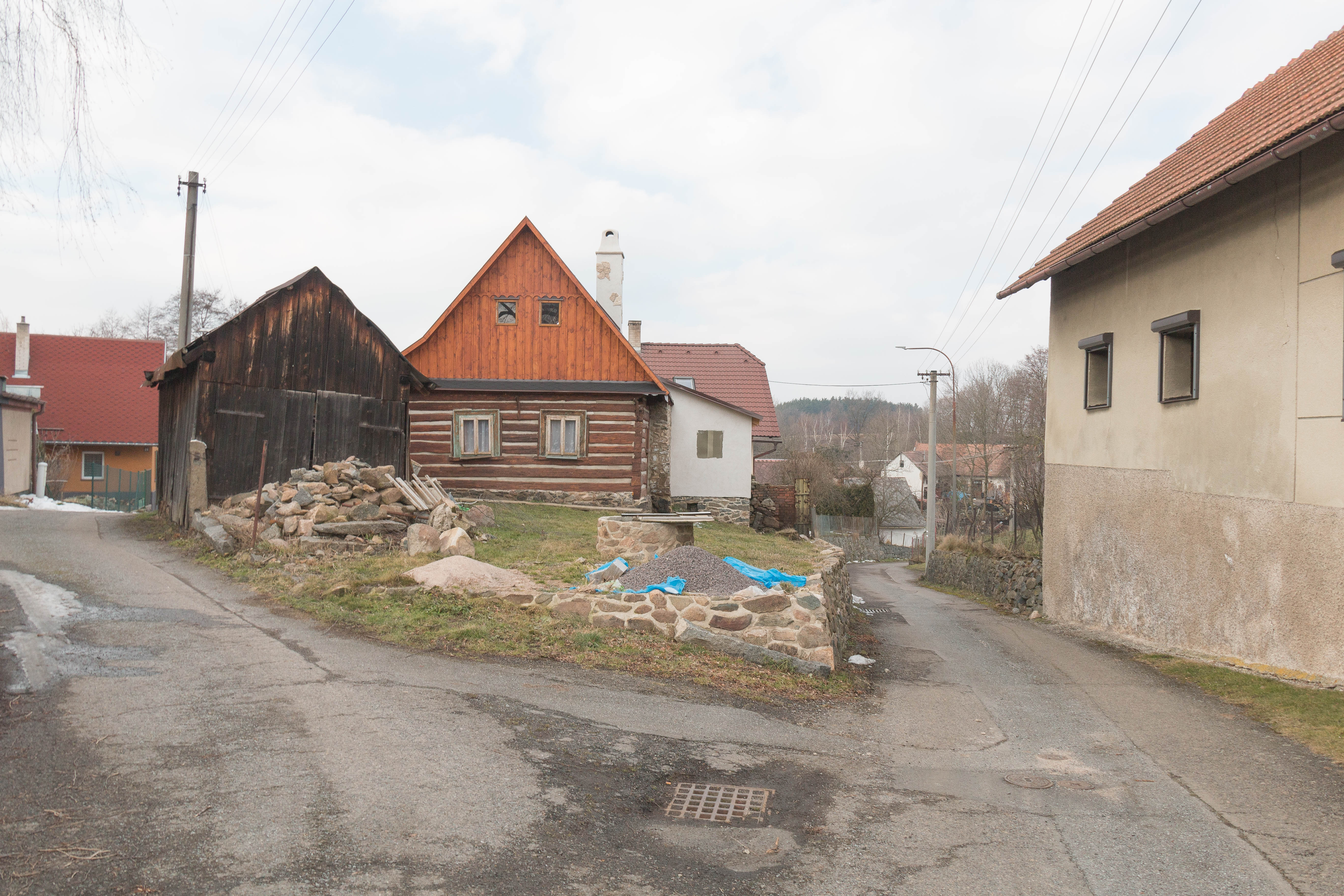
Stavení č.p. 15
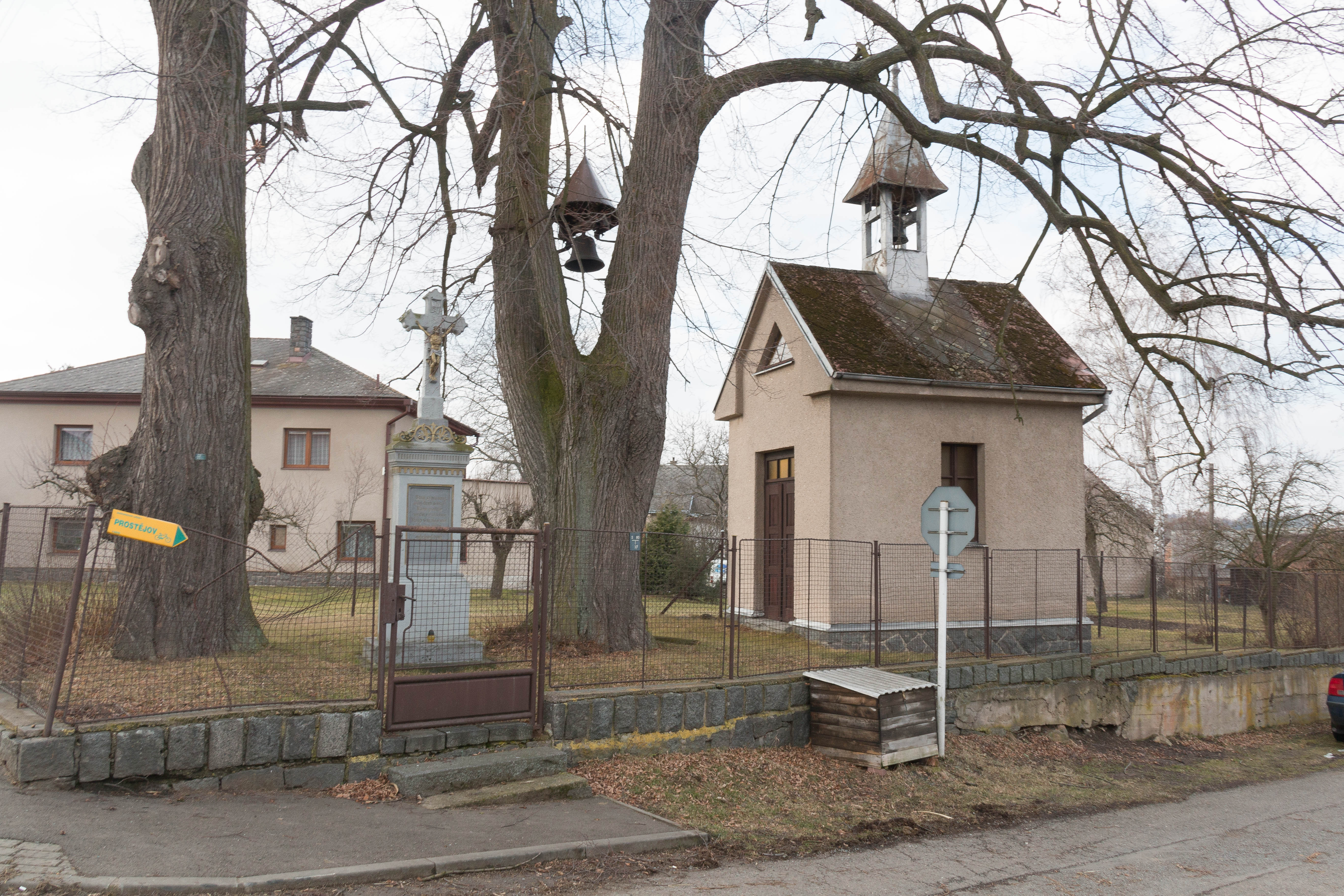
Kaple
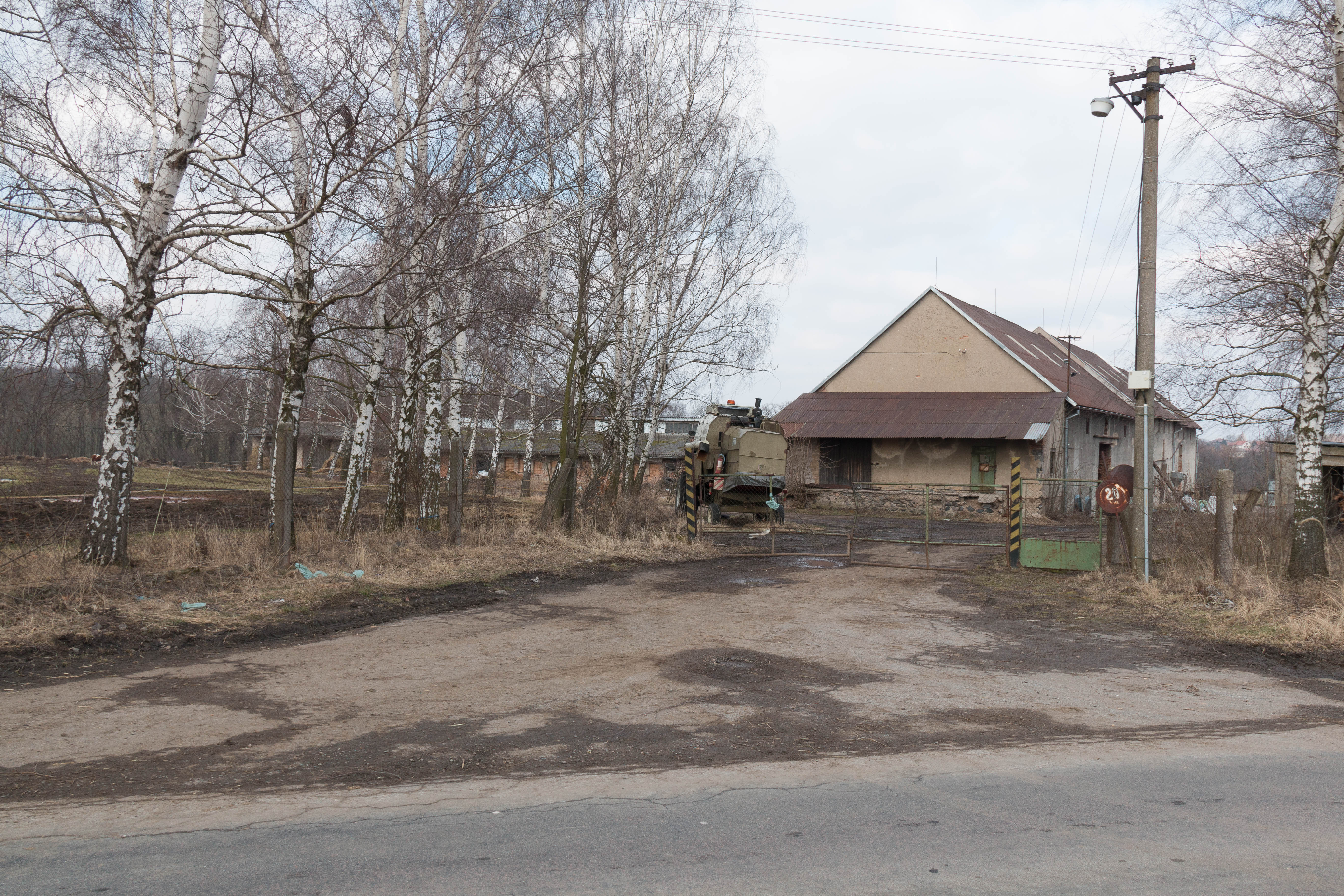
Farma